# フィリピンのファーストレディ・ファーストジェントルマン
フィリピンのファーストレディ（フィリピン語: Unang Ginang）またはファーストジェントルマン（フィリピン語: Unang Ginoó）は、大統領の配偶者（妻または夫）を指す。

## 現在の存命中のファーストレディ経験者
2024年11月28日現在、存命中のフィリピンファーストレディ経験者は以下の4人。

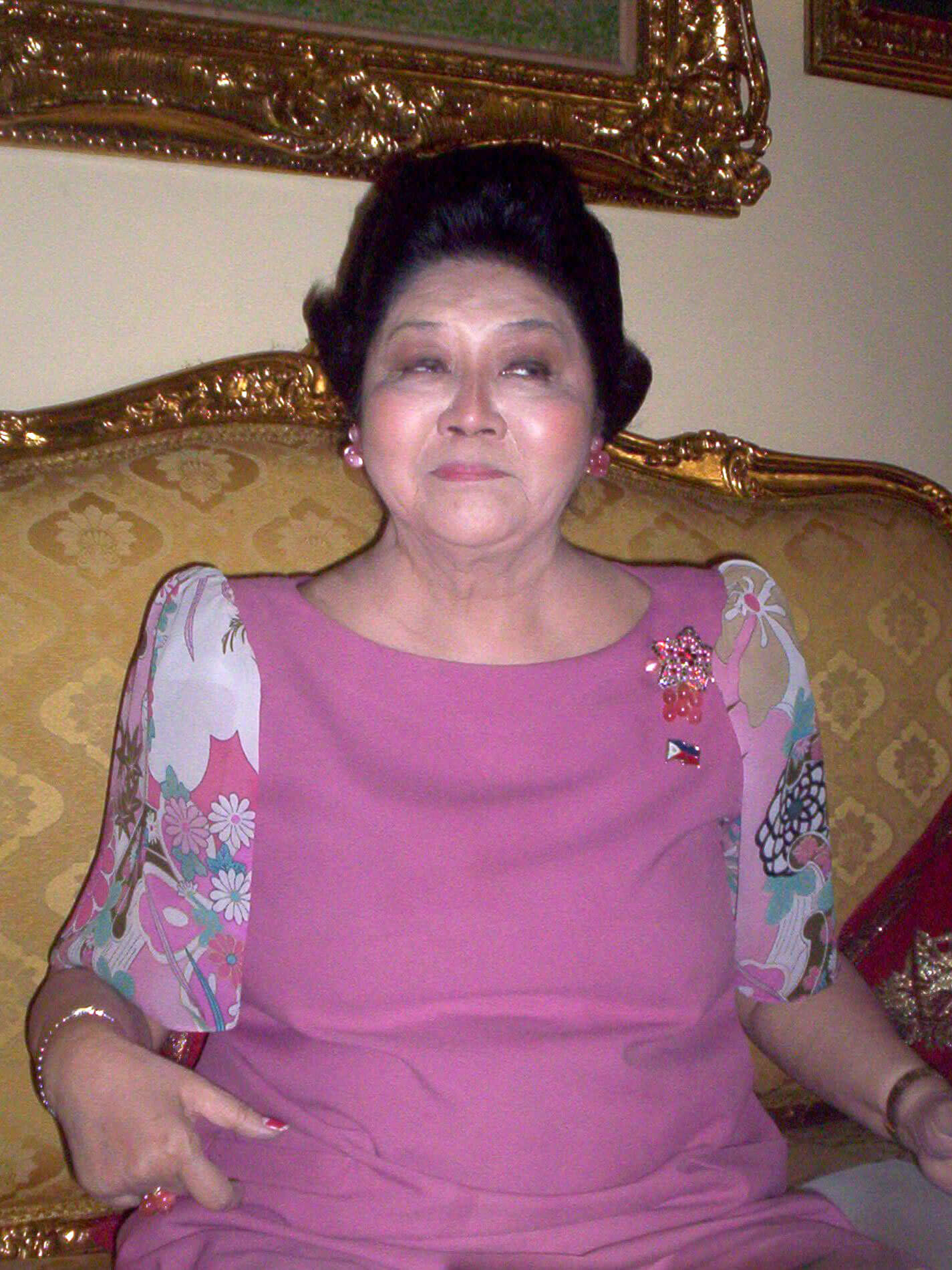
イメルダ・マルコス (1965年–1986年) 1929年7月2日生 (95年 + 253日)
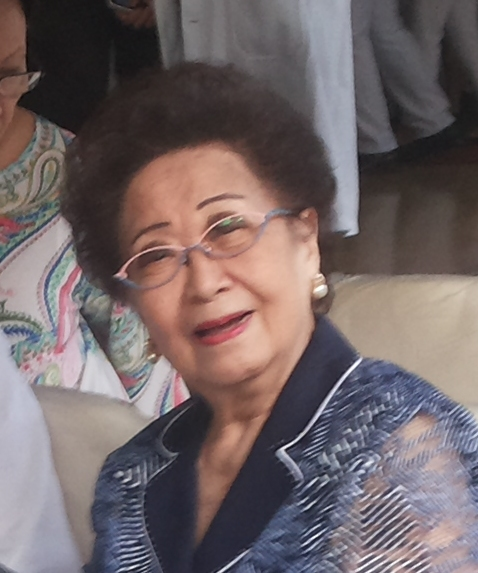
アメリタ・ラモス（英語版） (1992年–1998年) 1926年12月29日生
(98年 + 73日)
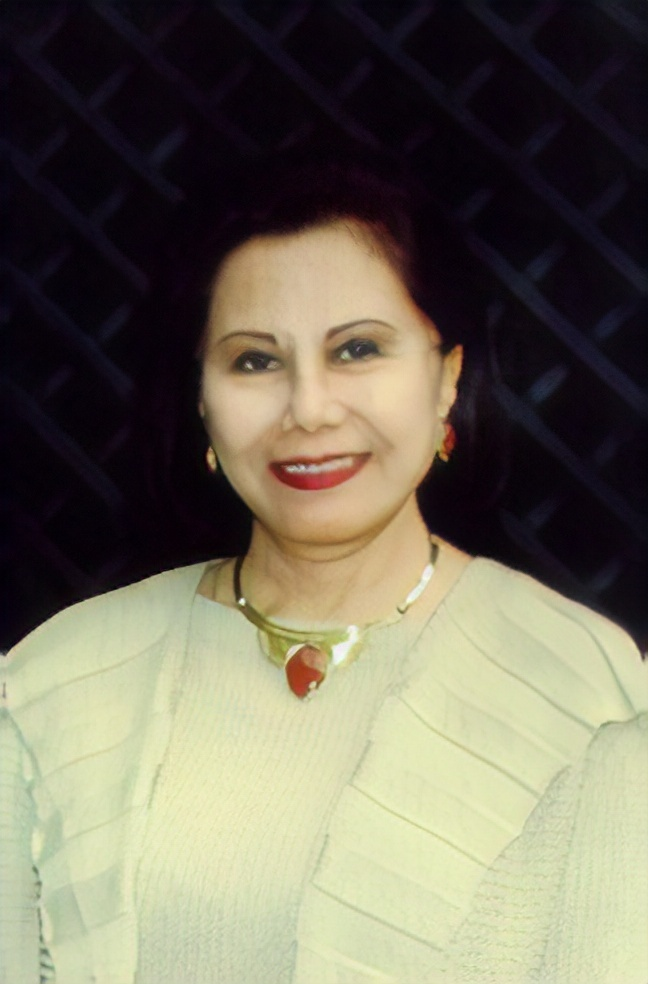
ロイ・エヘルシト（英語版） (1998年–2001年) 1930年6月2日生 (94年 + 283日)
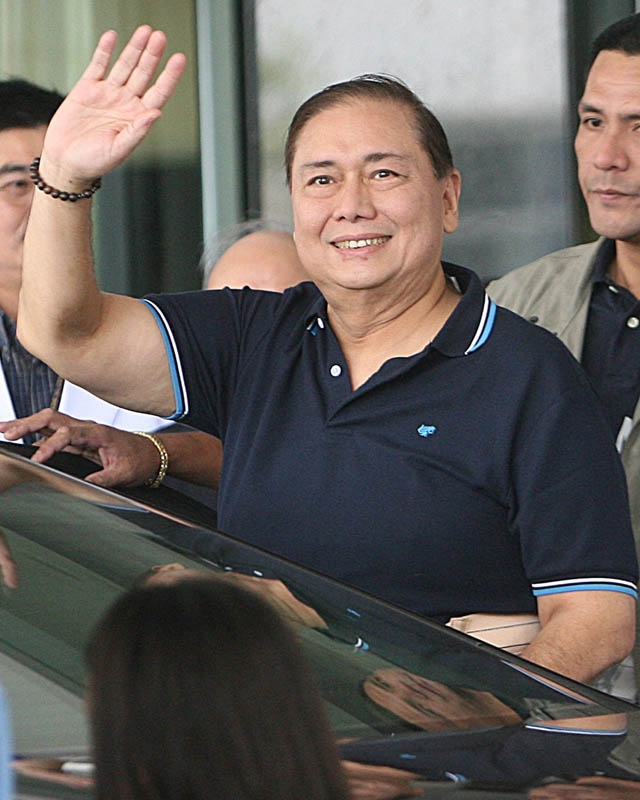
ホセ・ミゲル・アロヨ（英語版） (2001年–2010年) 1945年6月27日生 (79年 + 258日)

## 歴代ファーストレディ
| 公式代数 | 画像 | ファーストレディ                                    | 大統領 （記載の無い限り夫） | 生誕・死没年月日              | 任務期間                       |
| -------- | ---- | --------------------------------------------------- | --------------------------- | ----------------------------- | ------------------------------ |
| 1        |      | ヒラリア・アギナルド （旧姓：デル・ロサリオ）       | エミリオ・アギナルド        | 1877年2月17日- 1921年3月6日   | 1899年1月23日- 1901年3月23日   |
| 2        |      | アウロラ・ケソン （旧姓アラゴン）                   | マニュエル・ケソン          | 1888年2月19日- 1949年4月28日  | 1935年11月15日- 1944年8月1日   |
| 3        |      | パセンシア・ラウレル （旧姓イダルゴ）               | ホセ・ラウレル              | 1889年4月30日- 1963年1月1日   | 1943年10月14日- 1945年8月17日  |
| 4        |      | エスペランサ・オスメニャ （旧姓リムハップ）         | セルヒオ・オスメニャ        | 1894年12月18日- 1978年4月4日  | 1944年8月1日- 1946年5月28日    |
| 5        |      | トリニダード・デ・レオン＝ロハス （旧姓デ・レオン） | マニュエル・ロハス          | 1900年10月4日- 1995年6月20日  | 1946年5月28日- 1948年4月15日   |
| 6        |      | ビクトリア・キリノ＝ゴンザレス （旧姓キリノ）       | エルピディオ・キリノ        | 1931年5月18日- 2006年11月29日 | 1948年4月15日- 1953年12月30日  |
| 7        |      | ルス・マグサイサイ （旧姓バンソン）                 | ラモン・マグサイサイ        | 1914年6月25日- 2004年8月17日  | 1953年12月30日- 1957年3月17日  |
| 8        |      | レオニラ・ガルシア （旧姓ディマタガ）               | カルロス・ガルシア          | 1906年7月17日- 1994年5月17日  | 1957年3月18日- 1961年12月30日  |
| 9        |      | エバ・マカパガル （旧姓マカレイグ）                 | ディオスダド・マカパガル    | 1915年11月1日- 1999年5月16日  | 1961年12月30日- 1965年12月30日 |
| 10       |      | イメルダ・マルコス （旧姓ロムアルデス）             | フェルディナンド・マルコス  | 1929年7月2日- 存命中          | 1965年12月30日- 1986年2月25日  |
| 11       |      | 空席                                                | コラソン・アキノ            |                               | 1986年2月25日- 1992年6月30日   |
| 12       |      | アメリタ・ラモス （旧姓マルティネス）               | フィデル・ラモス            | 1926年12月29日- 存命中        | 1992年6月30日- 1998年6月30日   |
| 13       |      | ロイ・エヘルシト （旧姓ピメンテル）                 | ジョセフ・エストラーダ      | 1930年6月2日- 存命中          | 1998年6月30日- 2001年1月20日   |
| 14       |      | ホセ・ミゲル・アロヨ                                | グロリア・アロヨ            | 1945年6月27日- 存命中         | 2001年1月20日- 2010年6月30日   |
| 15       |      | 空席                                                | ベニグノ・アキノ3世         |                               | 2010年6月30日- 2016年6月30日   |
| 16       |      | 空席                                                | ロドリゴ・ドゥテルテ        |                               | 2016年6月30日- 2022年6月30日   |
| 17       |      | ルイーズ・アラネタ・マルコス （旧姓アラネタ）       | ボンボン・マルコス          | 1959年8月21日- 存命中         | 2022年6月30日- 在任中          |

## その他の大統領の夫人
・エルピディオ・キリノは、アリシア・シキアと結婚していたが、大統領就任前の1945年に死別したため、自身の娘であるビクトリア・キリノ＝ゴンザレスがファーストレディを務めた。ビクトリアは、歴代ファーストレディの中で、唯一結婚していない。
・コラソン・アキノは、ベニグノ・アキノ・ジュニアと結婚していたが、大統領就任前の1983年にアキノが暗殺されたため死別しており、生涯のうちに再婚することはなかった。
・ベニグノ・アキノ3世は、生涯にわたって配偶者がおらず、パサイにて開催された2015年フィリピンAPECには、自身の末妹であるクリス・アキノがファーストレディとして出席した。
・ロドリゴ・ドゥテルテは、エリザベス・ジマーマンと結婚していたが、2000年に婚姻無効となっている。1996年より、ハニーレット・アバンセーニャという事実上の配偶者がいたが、ファーストレディに任命されることはなく、逆にドゥテルテは自身の娘であるサラ・ドゥテルテをファーストレディにすると宣言したが、ダバオ市長に選出されていたために拒否されている。しかしアバンセーニャは在任中、本来ファーストレディが行うべき役割を果たしている。